# World B. Free
World B. Free (nacido como Lloyd Bernard Free; Atlanta, Georgia, 9 de diciembre de 1953) es un exjugador de baloncesto estadounidense que disputó 13 temporadas en la NBA, entre 1975 y 1988. Con 1,88 metros de altura, jugaba en la posición de base. Fue All-Star de la NBA en 1980. En la actualidad ejerce como Embajador del Baloncesto de los Philadelphia 76ers. Recibió el sobrenombre de World por parte de un compañero en el High School, a causa de su salto vertical de 1,11 metros y sus mates de 360°.

## Trayectoria deportiva

### Universidad
Jugó durante 3 temporadas con los Quakers de la pequeña universidad de Guilford College en Carolina del Norte. En 1973, su primer año, y tras promediar 21,1 puntos y 5,8 rebotes por partido, ayudó a su equipo a ganar el torneo de la NAIA, siendo elegido mejor jugador del mismo. En el total de su trayectoria colegial promedió 23,6 puntos y 6,5 rebotes por encuentro.

### Profesional
Fue elegido en la vigésimo tercera posición del Draft de la NBA de 1975, en la segunda ronda, por Philadelphia 76ers, equipo donde comenzó en su primera temporada como suplente de Doug Collins. Al año siguiente se hizo un hueco en el quinteto titular, promediando 16,3 puntos por partido, jugando al lado de grandes figuras como Julius Erving y George McGinnis, llegando a disputar las Finales de ese año, donde cayeron ante Portland Trail Blazers.
Jugó un año más en los Sixers antes de ser traspasado en la temporada 1978-79 a San Diego Clippers, que acababa de mudarse a esa ciudad desde Buffalo. Se convirtió en el líder indiscutible del equipo, promediando 28,8 puntos, 4,4 rebotes y 3,9 asistencias por partido, y acabando como segundo máximo anotador de la liga tras George Gervin,
La temporada 1979-80 sería la mejor de su trayectoria en la NBA. Volvió a quedarse como segundo máximo anotador de la liga, de nuevo tras Gervin, promediando 30,2 puntos por partido, y fue elegido para disputar el que sería su único All-Star Game, en el que anotó 14 puntos y repartió 5 asistencias en 21 minutos de juego.
En el verano de temporada 1980-81 fue traspasado a Golden State Warriors, formando una trío explosivo junto a Bernard King y Joe Barry Carroll, autores de la mitad de los puntos del equipo en las dos temporadas que permaneció allí. En ambas temporadas apareció en la lista de los 10 mejores anotadores de la liga, y llegó a ser portada de la prestigiosa revista Sports Illustrated el 15 de diciembre de 1980.
A poco de comenzar la temporada 1982-83 fue traspasado a Cleveland Cavaliers, donde permanecería 4 temporadas, liderando en todas ellas al equipo en anotación. En 1986 probaría fortuna durante unos meses en la USBL, en los Miami Tropics, con los que ganó el campeonato y fue elegido Hombre del Año de la liga.
Regresó a la NBA jugando 20 partidos con Philadelphia 76ers en la temporada 1986-87 como tercer base del equipo, tras Maurice Cheeks y Andrew Toney, contando con muy pocos minutos de juego. Al año siguiente firmaría con los Houston Rockets, pero su presencia en el equipo fue poco más que testimonial, retirándose al finalizar la temporada. En sus 13 años en la NBA promedió 20,3 puntos, 3,7 asistencias y 2,7 rebotes por partido, figurando en la actualidad entre los 50 mejores anotadores de la historia de la NBA.

## Estadísticas de su carrera en la NBA

### Temporada regular
| Temp.   | Edad | Equipo       | Liga | P   | TIT | MIN  | TC   | TCA  | %TC  | 3P  | 3PA | %3P  | TL  | TLA  | %TL  | R.OF. | R.DEF. | REB | ASIS | ROB | TAP | PER | FP  | PTS  |
| 1975-76 | 22   | Philadelphia | NBA  | 71  |     | 15.8 | 3.4  | 7.5  | .448 |     |     |      | 1.6 | 2.6  | .602 | 0.9   | 0.9    | 1.8 | 1.5  | 0.5 | 0.1 |     | 1.5 | 8.3  |
| 1976-77 | 23   | Philadelphia | NBA  | 78  |     | 28.9 | 6.0  | 13.1 | .457 |     |     |      | 4.3 | 5.9  | .720 | 1.2   | 1.8    | 3.0 | 3.4  | 1.0 | 0.3 |     | 2.7 | 16.3 |
| 1977-78 | 24   | Philadelphia | NBA  | 76  |     | 27.0 | 5.1  | 11.3 | .455 |     |     |      | 5.4 | 7.4  | .731 | 1.2   | 1.6    | 2.8 | 4.0  | 0.9 | 0.5 | 2.6 | 2.6 | 15.7 |
| 1978-79 | 25   | San Diego    | NBA  | 78  |     | 37.9 | 10.2 | 21.2 | .481 |     |     |      | 8.4 | 11.1 | .756 | 1.6   | 2.2    | 3.9 | 4.4  | 1.4 | 0.4 | 3.8 | 3.2 | 28.8 |
| 1979-80 | 26   | San Diego    | NBA  | 68  |     | 38.0 | 10.8 | 22.9 | .474 | 0.1 | 0.4 | .360 | 8.4 | 11.2 | .753 | 1.9   | 1.6    | 3.5 | 4.2  | 1.2 | 0.5 | 3.4 | 2.9 | 30.2 |
| 1980-81 | 27   | Golden State | NBA  | 65  |     | 36.5 | 7.9  | 17.8 | .446 | 0.1 | 0.5 | .161 | 8.1 | 10.0 | .814 | 0.7   | 1.7    | 2.4 | 5.6  | 1.3 | 0.2 | 3.0 | 2.8 | 24.1 |
| 1981-82 | 28   | Golden State | NBA  | 78  | 78  | 35.8 | 8.3  | 18.6 | .448 | 0.1 | 0.7 | .179 | 6.1 | 8.3  | .740 | 1.5   | 1.7    | 3.2 | 5.4  | 0.9 | 0.1 | 2.7 | 2.8 | 22.9 |
| 1982-83 | 29   | TOTAL        | NBA  | 73  | 69  | 36.1 | 8.9  | 19.5 | .456 | 0.2 | 0.6 | .333 | 5.9 | 8.0  | .738 | 1.3   | 1.5    | 2.8 | 4.0  | 1.3 | 0.2 | 2.9 | 3.3 | 23.9 |
| 1982-83 | 29   | Golden State | NBA  | 19  | 18  | 36.8 | 8.6  | 19.2 | .451 | 0.0 | 0.2 | .000 | 5.6 | 7.8  | .711 | 1.2   | 1.2    | 2.3 | 4.7  | 0.8 | 0.2 | 2.6 | 3.5 | 22.8 |
| 1982-83 | 29   | Cleveland    | NBA  | 54  | 51  | 35.9 | 9.0  | 19.6 | .458 | 0.3 | 0.8 | .357 | 6.0 | 8.0  | .747 | 1.3   | 1.6    | 2.9 | 3.7  | 1.5 | 0.2 | 2.9 | 3.2 | 24.2 |
| 1983-84 | 30   | Cleveland    | NBA  | 75  | 71  | 31.7 | 8.3  | 18.8 | .445 | 0.3 | 0.9 | .319 | 5.3 | 6.7  | .784 | 1.2   | 1.7    | 2.9 | 3.0  | 1.3 | 0.1 | 2.1 | 2.9 | 22.3 |
| 1984-85 | 31   | Cleveland    | NBA  | 71  | 50  | 31.7 | 8.6  | 18.7 | .459 | 1.0 | 2.7 | .368 | 4.3 | 5.8  | .749 | 0.9   | 2.1    | 3.0 | 4.5  | 1.1 | 0.2 | 2.0 | 2.3 | 22.5 |
| 1985-86 | 32   | Cleveland    | NBA  | 75  | 75  | 33.8 | 8.7  | 19.1 | .455 | 0.9 | 2.3 | .420 | 5.1 | 6.5  | .780 | 1.0   | 1.9    | 2.9 | 4.2  | 1.2 | 0.3 | 2.3 | 2.5 | 23.4 |
| 1986-87 | 33   | Philadelphia | NBA  | 20  | 2   | 14.3 | 2.0  | 6.2  | .317 | 0.1 | 0.5 | .222 | 1.8 | 2.4  | .766 | 0.3   | 0.7    | 1.0 | 1.5  | 0.3 | 0.2 | 0.9 | 1.3 | 5.8  |
| 1987-88 | 34   | Houston      | NBA  | 58  | 0   | 11.8 | 2.5  | 6.0  | .409 | 0.1 | 0.6 | .229 | 1.4 | 1.7  | .800 | 0.2   | 0.5    | 0.8 | 1.0  | 0.3 | 0.1 | 0.8 | 1.3 | 6.4  |
| Total   |      |              | NBA  | 886 | 345 | 30.4 | 7.3  | 16.1 | .456 | 0.4 | 1.1 | .337 | 5.3 | 7.1  | .753 | 1.1   | 1.6    | 2.7 | 3.7  | 1.0 | 0.3 | 2.5 | 2.6 | 20.3 |

### Playoffs
| Temp.   | Edad | Equipo       | Liga | P  | MIN | TCA | TC  | 3PA | 3P | TLA | TL  | R.OF. | REB | ASIS | ROB | TAP | PER | FP | PTS | %TC  | %3P  | %FT  | MIN  | PTS  | REB | AST |
| 1975-76 | 22   | Philadelphia | NBA  | 3  | 62  | 11  | 28  |     |    | 10  | 13  | 1     | 1   | 5    | 3   | 0   |     | 6  | 32  | .393 |      | .769 | 20.7 | 10.7 | 0.3 | 1.7 |
| 1976-77 | 23   | Philadelphia | NBA  | 15 | 281 | 63  | 170 |     |    | 53  | 77  | 10    | 32  | 29   | 12  | 8   |     | 33 | 179 | .371 |      | .688 | 18.7 | 11.9 | 2.1 | 1.9 |
| 1977-78 | 24   | Philadelphia | NBA  | 10 | 268 | 51  | 124 |     |    | 59  | 81  | 10    | 31  | 37   | 4   | 6   | 26  | 26 | 161 | .411 |      | .728 | 26.8 | 16.1 | 3.1 | 3.7 |
| 1984-85 | 31   | Cleveland    | NBA  | 4  | 150 | 41  | 93  | 0   | 4  | 23  | 25  | 4     | 10  | 31   | 6   | 0   | 6   | 12 | 105 | .441 | .000 | .920 | 37.5 | 26.3 | 2.5 | 7.8 |
| 1987-88 | 34   | Houston      | NBA  | 2  | 12  | 0   | 2   | 0   | 1  | 0   | 0   | 1     | 2   | 1    | 0   | 0   | 3   | 2  | 0   | .000 | .000 |      | 6.0  | 0.0  | 1.0 | 0.5 |
| Total   |      |              | NBA  | 34 | 773 | 166 | 417 | 0   | 5  | 145 | 196 | 26    | 76  | 103  | 25  | 14  | 35  | 79 | 477 | .398 | .000 | .740 | 22.7 | 14.0 | 2.2 | 3.0 |

## Vida posterior
En 1996 fue nombrado Director de Relaciones con la Comunidad por los Philadelphia 76ers, organizando el denominado 76ers Summer Hoops Tour, un campamento de verano para niños. Al año siguiente sería elegido para el Salón de la Fama del Baloncesto de la Ciudad de Nueva York. Durante todo este tiempo ha estado trabajando como Embajador del Baloncesto para los Sixers, siendo nombrado en 2006 Director de Desarrollo de Jugadores del equipo.

## Logros y reconocimientos
Universidad
- Campeón de la NAIA (1973)
- MVP de la NAIA (1973)

NBA
- 2.º Mejor quinteto de la NBA (1979)
- All-Star de la NBA (1980)

### Partidos ganados sobre la bocina
|      | con Philadelphia 76ers       |
|      | con San Diego Clippers       |
|      | con Golden State Warriors    |
| (PO) | Denota un partido de PlayOff |

| Número | Tiro               | Margen | Resultado | Oponente               | Fecha                  |
| ------ | ------------------ | ------ | --------- | ---------------------- | ---------------------- |
| 1      | Tiro en suspensión | Empate | 94-96     | Washington Bullets     | 2 de abril de 1976     |
| 2      | Tiro en suspensión | Empate | 98-96     | Portland Trail Blazers | 9 de diciembre de 1979 |
| 3      | Tiro en suspensión | -1     | 119-120   | Chicago Bulls          | 2 de diciembre de 1981 |
| 4      | Tiro en suspensión | Empate | 106-104   | Dallas Mavericks       | 25 de febrero de 1982  |